# 海南大苞兰
海南大苞兰（学名：Sunipia hainanensis）为兰科大苞兰属下的一个种。其种加词“hainanensis”意为“海南的”。
现接受名为吉氏石豆兰（Bulbophyllum tsii J.J.Verm., Schuit. & de Vogel, 2014）。